# Lizofosfatidilserin
Lizofosfatidilserin je lizofosfolipid koji inicira TLR 2.
Nedavna studija je pokazala da on ne stimuliše normalne leukocite. On pojačava transport glukoze, čime se snižavaju nivoi glukoze, dok sekrecija insulina ostaje nepromenjena.

## Spoljašnje veze
- Lysophosphatidylserine на 